# Ley 140 de Argentina
La Ley 140 del Régimen Electoral Nacional, es la legislación de la Confederación Argentina sancionada el 6 de septiembre de 1857 por el Congreso de Paraná que regula el derecho al sufragio nacional en todo su territorio. Este estatuto se mantuvo vigente, con modificaciones parciales, hasta la sanción y promulgación de la Ley 8.871.
En cuanto a las notas características de la legislación electoral de inspiración alberdiana de 1857, el voto es facultativo, personal y no secreto.

## Antecedentes históricos
El derecho del sufragio, en las primeras instituciones políticas platenses, se deriva de los municipios indianos de la época colonial y de la milicia, es decir de la formación de todos los hombres en edad de llevar armas con la obligación de defender su municipio. Cuando el pueblo irrumpe en la historia del Plata lo hace formando milicias comandadas por un Jefe o caudillo (así se llame al jefe de las milicias en las antiguas leyes españolas) con los poderes suficientes para defender a la comunidad. “El primer derecho y deber del pueblo es elegir un Caudillo” dice el Estatuto de Santa Fe de 1819 dado por Estanislao López, cuando Santa Fe era un “Pueblo Libre” federado a la Liga de los Pueblos Libres de José Gervasio Artigas.
En la región sur de los pueblos libres, en el territorio de Buenos Aires, el derecho del sufragio tuvo una evolución histórica diferente. Con la desaparición del Directorio, como órgano central de gobierno, la desorganización, la falta de desarrollo y protección del comercio y la vulnerabilidad militar de las familias acomodadas de la ciudad y de los ganaderos de la campaña frente a los pueblos originarios situados al sur y los caudillos del Litoral, llevó a los pobladores a constituir un Estado provincial autónomo. Así surgió la Provincia de Buenos Aires.
Ciudad y Campaña se unieron en el llamado "Partido del Orden", estableciendo una Sala de Representantes y designando un gobernador que sería a la vez jefe de las milicias bonaerenses. La situación de debilidad política local requería de un nuevo régimen representativo para legitimar el poder surgido de la crisis de 1820. En ese sentido, bajo el gobierno de Martín Rodríguez se instituyó un esquema de gobierno representativo basado en un sufragio amplio y directo; reestructurando el espacio político territorial por medio de la participación política de la campaña a través del voto y suprimiendo los cabildos. Con estos mecanismos, se buscaba crear una participación más vasta para evitar el triunfo de facciones minoritarias que asumieran el poder y, por otro lado, la realización de asambleas que cuestionaran la legitimidad de las elecciones, así como del nuevo poder provincial creado. La universalidad del voto se establece sin conflicto puesto que la elite y la clase dirigente suponen que su aplicación traería disciplina y orden en un espacio altamente movilizado luego de la guerra de independencia.
La gran novedad del régimen representativo implantado en Buenos Aires fue que combinaba el sufragio directo al voto activo sin restricciones. En 1821, se sancionó la Ley de Sufragio Universal por iniciativa de Juan José Paso, Bernardino Rivadavia y Manuel García estableciendo que "será directa la elección de los representantes que deben completar la representación extraordinaria y constituyente", y que "todo hombre libre, natural del país o avecinado en él, desde la edad de veinte años o antes, si fuere emancipado, será hábil para elegir". En Buenos Aires fue un instrumento de cohesión social, de alcance limitado, porque la fecha y lugar del acto comicial siguieron siendo desconocidos para la mayoría de la población de la campaña.
Con el devenir de los nuevos tiempos, la Constitución Nacional de 1853 no regula mecanismo alguno de sufragio y el Congreso de la Confederación Argentina sanciona la Ley 140 de 1857 siguiendo la "doctrina de la pureza del sufragio" o voto calificado expuesto por Juan Bautista Alberdi en su libro "Elementos de derecho público provincial para la República Argentina" de 1853: "El sistema electoral es la llave del Gobierno representativo. Elegir es discernir y deliberar. La ignorancia no discierne, busca un tribuno y toma un tirano. La miseria no delibera, se vende. Alejar el sufragio de manos de la ignorancia y la indigencia es asegurar la pureza y el acierto de su ejercicio".
En cuanto a las notas características de la legislación electoral de inspiración alberdiana de 1857, el voto es facultativo, personal y no secreto. Las constituciones de provincia siguieron el modelo trazado. En Mendoza -redactada por Alberdi-, Córdoba, San Luis y La Rioja el sufragio quedó restringido a los pudientes, en Salta a quienes supiesen leer y escribir, en Tucumán no podían votar los jornaleros ni los hijos de familia que viviesen con sus padres. Las demás dejaron el sufragio a leyes posteriores.
El art. de la ley disponía que no podían inscribirse en el Registro cívico y en consecuencia no podrían votar los menores de 21 años, los dementes y sordos-mudos, los eclesiásticos regulares, los condenados a pena infamante, mientras no sean habilitados y en general, aquellos que conforme a la ley, se hallen suspensos de la ciudadanía.
En su carta del 17 de junio de 1857 de Domingo F. Sarmiento a Domingo de Oro, refiriéndose a las elecciones porteñas dijo que "Las elecciones de 1857 fueron las más libres y más ordenadas que ha presentado la América. Para ganarlas, nuestra base de operaciones ha consistido en la audacia y el terror, que empleados hábilmente han dado este resultado (de las elecciones del 29 de marzo). Los gauchos que se resistieron a votar por nuestros candidatos fueron puestos en el cepo o enviados a las fronteras con los indios y quemados sus ranchos. Bandas de soldados armados recorrían las calles acuchillando y persiguiendo a los opositores. Tal fue el terror que sembramos entre toda esa gente, que el día 29 triunfamos sin oposición. El miedo es una enfermedad endémica de este pueblo. Esta es la palanca con que siempre se gobernara a los porteños, que son unos necios, fatuos y tontos".[cita requerida]

## Texto completo
- Wikisource contiene obras originales de o sobre Ley 140 de Argentina.

## Evolución normativa de la legislación electoral en Argentina
- Ley 207 de 1859
- Ley 75 de 1863
- Ley 623 de 1873
- Ley 893 de 1877
- Ley 4.161 de 1903
- Ley 8.130 de 1911
- Ley 8.871 de 1912